# Ignacy Twardowski
Ignacy Twardowski herbu Ogończyk (zm. w 1782 roku) – wojewoda kaliski w latach 1763–1775, wojewoda lubelski od 1778, kasztelan poznański w latach 1760–1763, kasztelan międzyrzecki w latach 1754–1760, marszałek Rady Nieustającej w latach 1776–1778, konsyliarz Rady Nieustającej w 1775 roku, komisarz z Senatu Komisji Skarbowej Koronnej, prezes Lubelskiej Komisji Boni Ordinis w 1780 roku, wójt nakielski w 1771 roku.

## Życiorys
Rozpoczynał swoją karierę jako klient Jerzego Mniszcha. To jemu Twardowski zawdzięczał zdobywane kolejne urzędy. W 1754 został kasztelanem międzyrzeckim, w 1760 kasztelanem poznańskim, a 1763 wojewodą kaliskim. Po śmierci podstolego litewskiego Jana Rzewuskiego (1759), stał się prawą ręką Mniszcha i osobą odpowiedzialną za kierowanie stronnictwem dworskim w Wielkopolsce.
7 maja 1764 roku podpisał manifest, uznający odbywający się w obecności wojsk rosyjskich sejm konwokacyjny za nielegalny. Jednak później przystąpił do konfederacji Czartoryskich i został jej konsyliarzem. Zdając sobie sprawę ze zbliżających się rządów stronnictwa Czartoryskich (familii), rozpoczął z nimi współpracę. Było to dla niego o tyle istotne, że jego dotychczasowy patron - Mniszech, zaczął wycofywać się z aktywnej działalności politycznej. Twardowski musiał urządzić sobie miejsce przy dworze nowego króla. 
W 1764 roku był elektorem Stanisława Augusta Poniatowskiego z województwa kaliskiego, jako delegat od Rzeczypospolitej podpisał jego pacta conventa. 
Był członkiem konfederacji radomskiej 1767  roku.
23 października 1767 roku wszedł w skład delegacji Sejmu, wyłonionej pod naciskiem posła rosyjskiego Nikołaja Repnina, powołanej w celu określenia ustroju Rzeczypospolitej.
Pod koniec 1769 roku rozpoczął ścisłą współpracę z ambasadorem rosyjskim Michaiłem Wołkońskim, od którego otrzymał w tym czasie 1000 dukatów. Zarówno Wołkoński, jak i kolejni dwaj ambasadorowie rosyjscy (Saldern i Stackelberg) starali się wykorzystać Twardowskiego do ponownego wciągnięcia Mniszcha w aktywną działalność polityczną. Działania te okazały się jednak bezskuteczne. Członek konfederacji 1773 roku, podpisał się na pierwszym zniszczonym egzemplarzu aktu konfederacji, następnie 16 kwietnia 1773 roku złożył przyrzeczenie (sponsję), że podpisze ponownie konfederację. Na Sejmie Rozbiorowym 1773-1775 wszedł w skład delegacji wyłonionej pod naciskiem dyplomatów trzech państw rozbiorczych, mającej przeprowadzić rozbiór, został członkiem Komisji Rozdawniczej Koronnej, ustanowionej dla likwidacji majątku skasowanego w Rzeczypospolitej zakonu jezuitów. 18 września 1773 roku podpisał traktaty cesji przez Rzeczpospolitą Obojga Narodów ziem zagarniętych przez Rosję, Prusy i Austrię w I rozbiorze Polski.
W 1760 roku odznaczony Orderem Orła Białego, kawaler Orderu Świętego Stanisława i rosyjskiego orderu Św. Andrzeja. W 1776 roku odznaczony rosyjskim Orderem św. Aleksandra Newskiego. Członek Departamentu Interesów Cudzoziemskich Rady Nieustającej w 1777 roku.